# Tije
Chapaieve  (ucraniano: Чапаєве) es una localidad del Raión de Odesa en el Óblast de Odesa de Ucrania. Según el censo de 2001, tiene una población de 39 habitantes.